# Röda Bönor
För livsmedlen röda bönor, se Kidneybönor eller Adzukibönor. För musikalbumet, se Röda Bönor (musikalbum). 
Röda Bönor var ett feministiskt proggband som bildades 1973 i Lund  och upplöstes 1982. Inledningsvis gick gruppen under namnet "Grupp 8:s sånggrupp".
Röda bönor var ett av den svenska musikrörelsens första egentliga tjejband. Samtliga medlemmar var kvinnor med ett undantag, Mats G. Bengtsson från Blå Tåget, eller "Bengt Padda" som han använde som alias när han medverkade på Röda Bönors första album. Text och musik skrevs huvudsakligen av medlemmar i bandet.
Deras mest kända låt är troligen en svensk (parodi)version av Neil Sedakas "Oh, Carol". Bland övriga låtar ur deras produktion märks "Diskoteksjakt", "Sången om sexualmyterna", "Det ska bli slut på rumban" och "Nu har vi tröttnat". Välkänd är även deras tolkning av den italienska arbetarvisan "La lega". Den 2 mars 1977 medverkade man i Sveriges Radios program Tonkraft.
Kaya Ålander är fortfarande verksam som musiker på heltid. Hon har senare utgivit ett par skivor. Även Kjerstin Norén gav ut en solo-LP 1979 på musikrörelsens skivbolag Amalthea. Under senare tid har Röda bönor återförenats för enstaka spelningar. Man kan även se dem i filmen Hitmusik - Konsten att sätta rytm till revolt producerad av filmkollektivet RåFILM.
I december 2016 sände Sveriges Radios program tillika poddradioprogrammet Snedtänkt ett avsnitt om Röda Bönor som Kaya Ålander medverkade i. 

## Medlemmar
- Charlotte Adlercreutz-Carlsson - sång, flöjt
- Pia Arenhill (medlem under den sista tiden, medverkar ej på någon skiva)
- Mona Eklund - sång, keyboard, dragspel, trummor
- Marianne Giselsson - sång, gitarr, trummor
- Annbritt Kronlund - sång, fiol, trummor
- Kjerstin Norén - sång, flöjt, gitarr (lämnade gruppen efter första LP:n)
- Anna Rosenkvist (medlem under den första tiden, medverkar ej på någon skiva)
- Gunilla Szemenkár - sång, trummor, trumpet
- Eva Vahlne - sång, trummor (lämnade gruppen efter första LP:n)
- Eva Westerberg - sång, gitarr
- Kaya Ålander - sång, bas, gitarr, mandolin

### Ljudtekniker
- Ann-Magritt Børresen
- Karin Meijling
- Curt-Åke Stefan

## Diskografi

### Album
- 1976 – Röda bönor  (LP, MNW 74P)
- 1978 – Sköna skrönor  (LP, MNW 89P)
- 1993 – Repris  (återutgivning, CD, MNWCD 238)

### Medverkan på samlingsalbum
- 1977 – Sånger och musik från Kvinnokulturfestivalen (samlings-LP, Silence SRS 4647)
- 1978 – Min søsters stemme. International kvindemusikfestival 78 (samlings-LP, Demos 46)